# Tegenaria caverna
Tegenaria caverna är en spindelart som beskrevs av Willis J. Gertsch 1971. Tegenaria caverna ingår i släktet husspindlar, och familjen trattspindlar. Inga underarter finns listade i Catalogue of Life.